# Vanda Gomes
Vanda Ferreira Gomes (née le 7 novembre 1988 à Matelândia) est une athlète brésilienne, spécialiste du sprint. 

## Palmarès
| Date | Compétition                        | Lieu           | Résultat | Épreuve       | Temps         |
| ---- | ---------------------------------- | -------------- | -------- | ------------- | ------------- |
| 2005 | Championnats du monde jeunesse     | Marrakech      | 5e       | 200 m         | 23 s 73       |
| 2005 | Championnats du monde jeunesse     | Marrakech      | 3e       | Relais medley | 2 min 06 s 60 |
| 2005 | Championnats panaméricains juniors | Windsor        | 3e       | 4 × 100 m     | 45 s 75       |
| 2006 | Championnats du monde juniors      | Pékin          | 2e       | 200 m         | 23 s 59       |
| 2006 | Championnats du monde juniors      | Pékin          | 4e       | 4 × 100 m     | 44 s 45       |
| 2008 | Championnats ibéro-américains      | Iquique        | 4e       | 200 m         | 23 s 99       |
| 2009 | Championnats du monde              | Berlin         | 5e       | 4 × 100 m     | 43 s 13       |
| 2010 | Championnats ibéro-américains      | San Fernando   | 1re      | 4 × 100 m     | 43 s 97       |
| 2011 | Championnats d'Amérique du Sud     | Buenos Aires   | 2e       | 4 × 100 m     | 44 s 56       |
| 2011 | Jeux mondiaux militaires           | Rio de Janeiro | 1re      | 4 × 100 m     | 43 s 73       |
| 2011 | Jeux mondiaux militaires           | Rio de Janeiro | 1re      | 4 × 400 m     | 3 min 32 s 42 |
| 2011 | Championnats du monde              | Daegu          | 6e       | 4 × 100 m     | 43 s 10       |
| 2011 | Jeux panaméricains                 | Guadalajara    | 1re      | 4 × 100 m     | 42 s 85       |

### Records
| Épreuve    | Performance | Lieu           | Date        |
| ---------- | ----------- | -------------- | ----------- |
| 100 mètres | 11 s 64     | Rio de Janeiro | 20 mai 2012 |
| 200 mètres | 23 s 06     | Cochabamba     | 31 mai 2008 |